# Responsabilidade de proteger

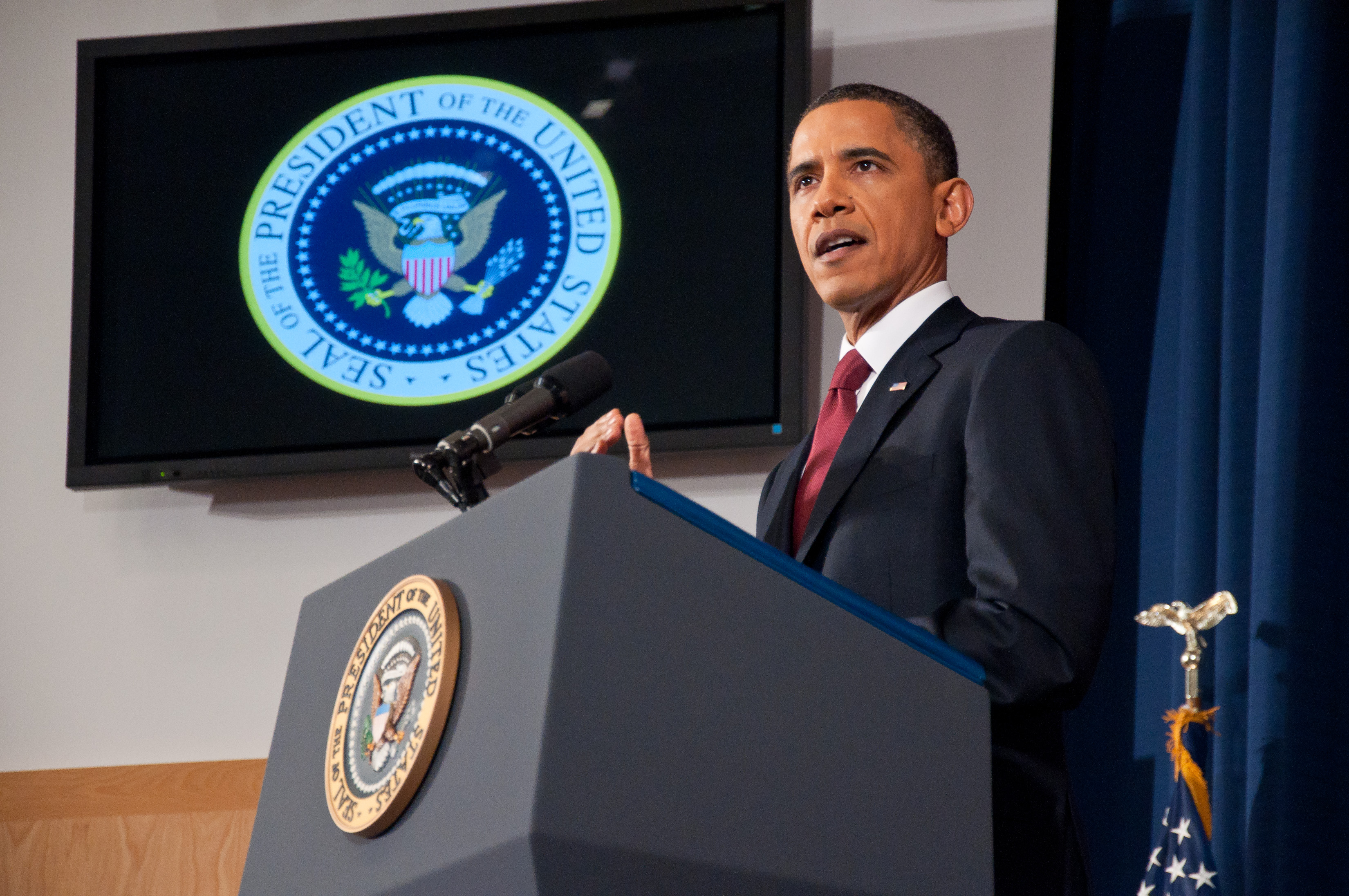
Presidente estadunidense Barack Obama em discurso sobre a intervenção militar na Líbia em 2011.

Responsabilidade de proteger (em inglês: responsibility to protect, R2P, RtoP) é um compromisso político global, endossado por todos os Estados membros das Nações Unidas na Cimeira Mundial de 2005 para impedir genocídio, crimes de guerra, limpeza étnica e crimes contra a humanidade.
O princípio da responsabilidade de proteger baseia-se na premissa subjacente de que a soberania implica a responsabilidade de proteger todas as populações de crimes de atrocidades em massa e violações dos direitos humanos. O princípio baseia-se no respeito pelas normas e aos princípios do direito internacional, especialmente os princípios subjacentes de leis referentes a soberania, paz e segurança, direitos humanos e conflito armado.
A responsabilidade de proteger fornece um quadro para o emprego de medidas que já existem (ou seja, mediação, mecanismos de alerta precoce, sanções econômicas, e as competências do Capítulo VII) para evitar crimes atrozes e para proteger os civis de sua ocorrência. A autoridade para empregar o uso da força no âmbito da responsabilidade de proteger é da competência exclusiva do Conselho de Segurança das Nações Unidas e é considerada uma medida de último recurso. O Secretário-Geral das Nações Unidas publica relatórios anuais sobre a responsabilidade de proteger desde 2009 que se expandem sobre as medidas disponíveis para os governos, organizações intergovernamentais e a sociedade civil, bem como o setor privado, para prevenir crimes atrozes.
A responsabilidade de proteger tem sido assunto de consideráveis debates, particularmente em relação à aplicação do princípio por vários atores no contexto de situações específicas de cada país, tais como Líbia, Síria, Sudão e Quênia, entre outros casos, por exemplo onde existe uma amnésia social em relação a intervenções anteriores, suas argumentações e consequências.